# Pete Dunne
Peter Thomas England, meglio conosciuto con il ring name Pete Dunne (Birmingham, 9 novembre 1993), è un wrestler britannico sotto contratto con la WWE.
In carriera ha detenuto una volta il WWE United Kingdom Championship e una volta l'NXT Tag Team Championship insieme a Matt Riddle.
England ha iniziato ad allenarsi nel 2005 all'età di 12 anni e ha fatto il suo debutto nel 2007. Da allora, ha lavorato a lungo in tutto il Regno Unito per promozioni come Progress Wrestling, Revolution Pro Wrestling, Insane Championship Wrestling, Fight Club: Pro e Attack! Pro Wrestling, una federazione fondata da lui e da Jim Lee. Oltre al Regno Unito, England ha lavorato a livello internazionale in Germania con Westside Xtreme Wrestling, negli Stati Uniti con Pro Wrestling Guerrilla e in Giappone con Michinoku Pro Wrestling.

## Carriera

### Circuito indipendente (2006–2011)
Dunne ha iniziato ad allenarsi nel 2005 all'età di 12 anni, originariamente sotto la guida di Steve "Psycho" Edwards presso Phoenix Wrestling a Coventry, a breve distanza dalla sua città natale. Dunne ha detto che i suoi primi allenamenti con Edwards erano limitati, fornendogli solo "le basi". La prima apparizione da wrestler di Dunne fu all' Holbrooks Festival del 2007 a Coventry, dove incontrò per la prima volta Mark Andrews. In seguito si è allenato per un breve periodo con Max Angelus e ha iniziato a lavorare in altri piccoli spettacoli locali, in gran parte nei centri comunitari attorno a Birmingham.
Dunne ha gareggiato mascherato, con il nome di Tiger Kid fino a gennaio 2010, quando ha iniziato a esibirsi nei panni di Pete Dunne dopo aver perso un match "capelli contro maschera" ad Helix al Riot Act Wrestling nel Kent. Ha quindi iniziato a esibirsi regolarmente in un tag team insieme al suo kayfabe-brother, Damian Dunne. Ha trascorso gran parte della sua carriera lavorando per il maggior numero possibile di piccole promozioni indipendenti come EDW Wrestling a Shrewsbury, oltre ad allenarsi regolarmente con Mark Andrews e altri amici, in un centro comunitario a Cardiff durante le vacanze scolastiche. Dunne ha iniziato a competere a livello internazionale e più regolarmente nel 2011, gareggiando per LDN Wrestling, viaggiando in Irlanda per il Dublin Championship Wrestling, in Galles per il Celtic Wrestling, il Welsh Wrestling e il Royal Imperial Wrestling, e in Scozia per PBW.

### Attack! Pro Wrestling (2011–2016)
Per aumentare il numero di opportunità lavorative per il loro gruppo di amici, Dunne e l'amico Jim Lee hanno co-fondato Attack! Pro Wrestling nel 2011, organizzando un weekend di spettacoli nella città natale di Birmingham. Nel primo fine settimana di spettacoli, nell'agosto del 2011, Dunne ha lottato in un torneo a quattro uomini soprannominato "Elder Stein Invitational", nel quale è avanzato fino alla finale, prima di perdere contro Mark Andrews. La promozione si espanderà in seguito per far girare gli spettacoli principalmente a Cardiff e Bristol, con Dunne sempre presente come volto principale, e spesso assumendo il suo amico Mark Andrews. Dunne più tardi diventerà uno dei volti heels primari della promozione, dopo aver inaspettatamente attaccato Mark a "Mandrews Goes To America" nel gennaio 2015: uno spettacolo a tema come saluto di addio a Mark dopo la firma di un contratto con TNA Wrestling. Da metà 2015 al 2016, Dunne ha tenuto l'ATTACK! Championship 24/7 per un periodo senza precedenti di 307 giorni consecutivi, durante i quali ha lottato contemporaneamente con Eddie Dennis e Wild Boar per il titolo. Perderà poi la cintura a causa dell'arbitro Shay Purser, da qui l'inizio di una lunga faida con il co-fondatore e conduttore di ATTACK, Jim Lee. L'incantesimo di Pete come personaggio di ATTACK! Pro Wrestling si è concluso il 20 novembre 2016, quando ha perso un match ad eliminazione five-vs-five contro la squadra capitanata da Jim, con la clausola che il capitano della squadra sconfitta sarà costretto a lasciare ATTACK.

### Michinoku Pro Wrestling (2013)
Dunne ha trascorso tre mesi in tournée con la promozione giapponese Michinoku Pro Wrestling nel 2013, collaborando in tag con Jason Larusso per sconfiggere i Bad Boy (Daichi Sasaki e Manjimaru) nel suo match d'esordio, ma perdendo contro i Brahman Brothers la sera successiva. Dunne ha perso i successivi due match del tour, prima di sconfiggere Ayumu Gunkji nel suo primo single match in Giappone. L'ultimo match di Dunne si è svolto il 5 maggio, quando lui e Larusso sono stati sconfitti da Yapper Man # 1 e Yapper Man # 2.

### Revolution Pro Wrestling (2014, 2016–2017)
Dunne ha fatto il suo debutto per Revolution Pro Wrestlingon il 10 maggio 2014, in collaborazione con gli F.S.U (Mark Andrews e Eddie Dennis) per affrontare i The Revolutionists (Sha Samuels, Josh Bodom e Terry Frazier) perdendo l'incontro. Il successivo match sarà a gennaio 2016 al Live At The Cockpit 5, prima sconfiggendo El Ligero, e poi Morgan Webster per vincere il British Cruiserweigh Championship RPW. Dunne ha tenuto il titolo fino a luglio, difendendolo con successo contro Webster, Sonjay Dutt, ACH, Mike Bailey e Matt Cross prima di essere sconfitto da Will Ospreay a Summer Sizzler. Dunne parteciperà anche a Global Wars UK, perdendo contro Yuji Nagata nella prima serata e Tomohiro Ishii nella seconda. Il 21 gennaio 2017, Dunne ha perso contro Yoshi-Hashi di NJPW.

### Progress Wrestling (2014, 2016–2018)
Dunne ha debuttato a Progress nel Capitolo 13 il 18 maggio 2014, sconfiggendo Robbie X. Quattro mesi dopo è tornato, perdendo contro Morgan Webster. Dunne è stato assente dal circuito per 19 mesi, ritornando al capitolo 28 nell'aprile 2016, in coppia con Damian Dunne per sconfiggendo Trent Seven e Tyler Bate. Al capitolo 29, Dunne fu coinvolto in un match di qualificazione per il torneo del Cruiserweight Classic della WWE, perdendo contro Jack Gallagher. Al capitolo 30, Dunne ha partecipato al primo round del torneo Super Strong Style 16, ma è stato eliminato al primo turno da Mark Haskins. Al capitolo 33, Dunne ha attaccato il compagno di tag e fratello di Kayfabe, Damian Dunne, alleandosi con Trent Seven come "British Strong Style". Dunne e Seven hanno sconfitto i The London Riots (James Davis e Rob Lynch) al capitolo 36 vincendo il Progress Tag Team Championship. Al capitolo 39, in virtù del mantenimento dei loro campionati in una rivincita contro i London Riots, Dunne e Seven vengono inseriti in un match ad eliminazione a sette uomini per il vacante Progress World Championship. Dunne ha schienato Jimmy Havoc per diventare il nuovo Progress World Champion dopo che Tyler Bate è sceso sul ring e ha attaccato Havoc, alleandosi con Seven e Dunne. Al capitolo 40, Dunne difese per la prima volta il titolo, sconfiggendo Zack Sabre Jr. Il 16 dicembre, il management di Progress ha costretto Dunne e Seven a lasciare il Progress Tag Team Championship dopo che Dunne ha tentato di dare la metà dello scudo a Bate. Al capitolo 41, i British Strong Style hanno ancora una volta tutto l'oro dopo che Seven e Bate hanno sconfitto i LDRS Of The New School (Marty Scurll e Zack Sabre Jr.) e i The London Riots per vincere il Progress Tag Team Championship e Dunne ha sconfitto Fabian Aichner per mantenere il Progress World Championship. Dunne ha perso per squalifica contro Jimmy Havoc nel capitolo 43, mantenendo comunque il titolo. Al capitolo 44, Dunne, Seven e Bate vengono sconfitti da Havoc, Mark Haskins e Morgan Webster in six-man Tag Team match. Al capitolo 45, Dunne sconfigge Havoc in un match senza squalifica, difendendo con successo il titolo per la quarta volta. Nel capitolo 46, ha difeso con successo il campionato contro Mark Andrews. Dunne ha difeso il titolo due volte a Orlando, in Florida durante il WrestleMania weekend, sconfiggendo Mark Haskins il 31 marzo e ACH il 1 ° aprile. Al capitolo 47, Dunne, Seven e Bate hanno messo in palio tutti i loro titoli contro i Ringkampf (Axel Dieter Jr., Timothy Thatcher e Walter), in un six-man tag team, riuscendo a mantenerli tutti con successo. Al capitolo 48, Dunne difende il titolo contro Andrews e Haskins in un triple threat match. Il 10 settembre 2017, al capitolo 55, Dunne perde il titolo contro Travis Banks. Al capitolo 60, Dunne ha difeso con successo il suo WWE United Kingdom Championship contro Jack Gallagher.
Nel maggio del 2018, Dunne è entrato nel Super Strong Style 16, battendo Doug Williams nel primo turno, ma perdendo per squalifica contro Zack Gibson nel secondo turno dopo aver colpito Gibson con una sedia d'acciaio. Lo stesso fine settimana, Christian Michael Jakobi, CEO di wXw, lo sfida a competere contro il wXw Unified World Wrestling Champion Il'ja Dragunov, che avrebbe definito "il miglior wrestler indipendente in Europa". Al capitolo 69, Dunne accetta la sfida: l'incontro è previsto per l'evento "Hello Wembley", presso la SSE Arena di Wembley a Londra. Il 30 Settembre 2018 Dunne sconfigge Dragunov ad "Hello Wembley".

### Chikara (2014–2017)
Dunne ha fatto il suo debutto per Chikara nel settembre 2014, quando lui, Damian Dunne e Mark Andrews, hanno preso parte al King of Trios del 2014 come "Team UK", arrivando ai quarti di finale, prima di perdere contro i The Devastation Corporation (Blaster McMassive, Flex Rumblecrunch e Max Smashmaster). Un anno dopo, Dunne è tornata per il King of Trios 2015: questa volta lui, Andrews e Morgan Webster, "Team Attack!", sono stati eliminati nel loro primo turno dagli United Nations (Juan Francisco de Coronado, Mr. Azerbaijan e The Proletariat Boar of Moldova).
Dunne è tornato a Chikara il 1 ° settembre 2017, quando lui, Trent Seven e Tyler Bate,  con il nome "House Strong Style", hanno partecipato al King of Trios 2017, sconfiggendo House Whitewolf (A-Kid, Adam Chase e Zayas). Nei due giorni successivi, gli House Strong Style sconfiggono gli House Throwbacks (Dasher Hatfield, Mark Angelosetti e Simon Grimm) nei quarti di finale, House Rot (Frightmare, Hallowicked e Kobald) in seguito semifinali e le House Sendai Girls (Cassandra Miyagi, Dash Chisako e Meiko Satomura) nelle finali per vincere il King of Trios 2017.

### WWE (2017–presente)

#### NXT UK(2017–2019)

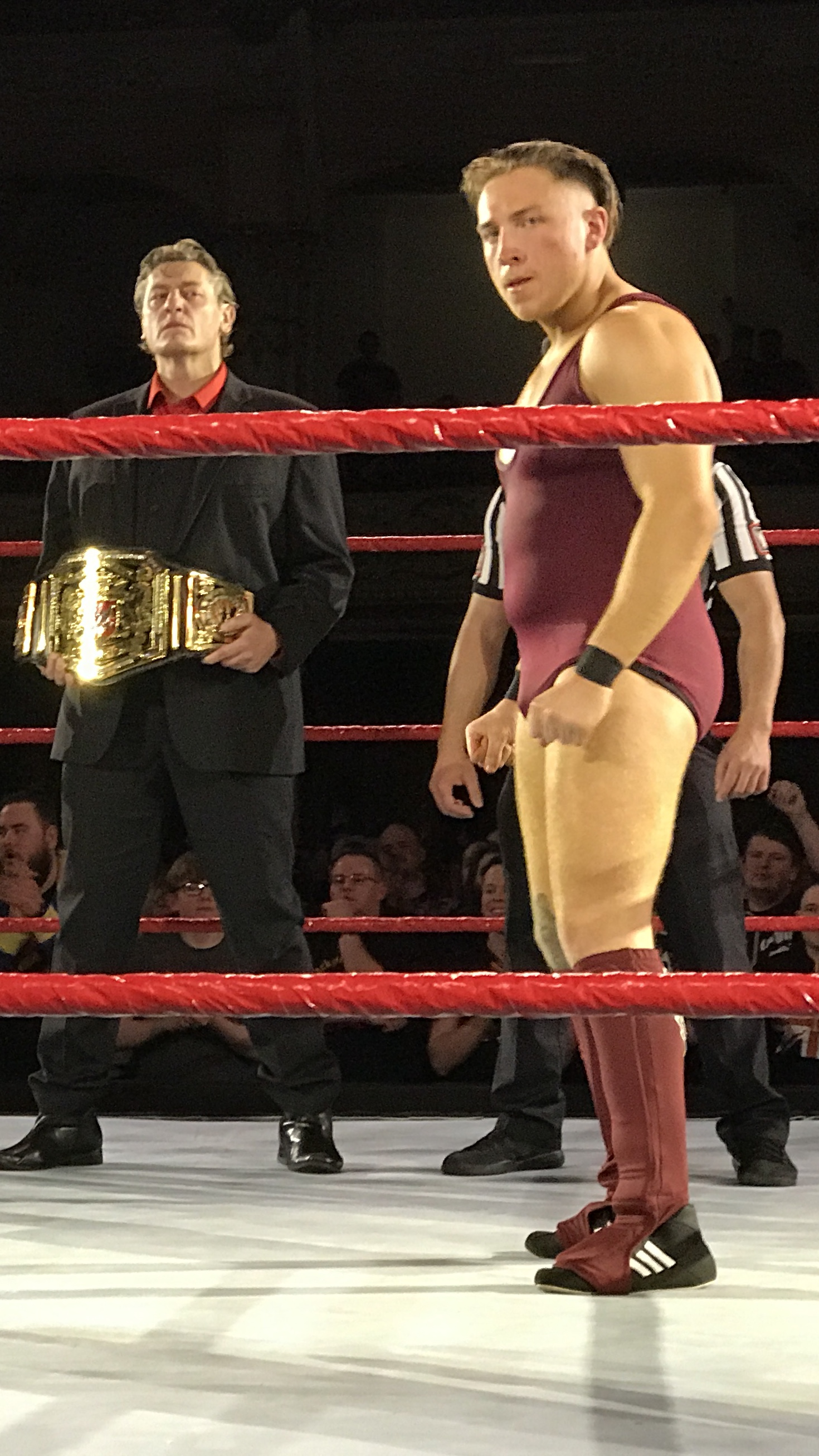
Dunne durante il suo debutto assieme al General Manager di NXT William Regal

Il 15 dicembre 2016 venne annunciato che Dunne avrebbe partecipato ad un torneo a sedici uomini indetto dalla WWE per l'assegnazione del WWE United Kingdom Championship. Il 14 gennaio 2017 Dunne sconfisse Roy Johnson negli ottavi, nei quarti Sam Gradwell e in semifinale Mark Andrews. Dunne affrontò in finale Tyler Bate per il titolo ma venne sconfitto. Il 22 febbraio Dunne fece il suo debutto ad NXT, territorio di sviluppo della WWE, sconfiggendo Mark Andrews. Il 7 maggio Dunne sconfisse Trent Seven, diventando il contendente nº1 al WWE United Kingdom Championship di Tyler Bate. Il 19 maggio, durante l'evento WWE UK Special, Dunne sconfisse nuovamente Trent Seven. Il 20 maggio, a NXT TakeOver: Chicago, Dunne sconfisse Tyler Bate aggiudicandosi così il WWE United Kingdom Championship per la prima volta. Il 30 luglio, durante l'evento "Shug's Hoose Party 4" della Insane Championship Wrestling, Dunne difese con successo il titolo in un Fatal 4-Way match che includeva anche BT Gunn, Trent Seven e Wolfgang. Nella puntata di NXT del 13 settembre Dunne mantenne il titolo contro Wolfgang. Dunne fece la sua prima apparizione nel roster principale nella puntata di Raw del 6 novembre dove sconfisse il Cruiserweight Champion Enzo Amore. Nella puntata di NXT del 22 novembre Dunne conservò il titolo contro Johnny Gargano. Nella puntata di NXT del 20 dicembre Dunne sconfisse Tyler Bate conservando il titolo. Nella puntata di NXT del 14 febbraio 2018 Dunne difese con successo il titolo contro Roderick Strong. Nella puntata di NXT del 14 marzo Dunne mantenne la cintura contro Adam Cole per squalifica a causa dell'intervento dell'Undisputed Era (Bobby Fish e Kyle O'Reilly). Nella puntata di NXT del 21 marzo 2018 Dunne e Roderick Strong sconfissero Danny Burch e Oney Lorcan nei quarti di finale del Dusty Rhodes Tag Team Classic. Nella puntata di NXT del 28 marzo Dunne e Strong sconfissero i SAnitY (Alexander Wolfe e Eric Young) nelle semifinali del Dusty Rhodes Tag Team Classic. Nella puntata di NXT del 4 aprile la finale del Dusty Rhodes Tag Team Classic tra Dunne e Strong contro gli Authors of Pain terminò in doppia squalifica a causa dell'intervento dell'Undisputed Era. Il 7 aprile, a NXT TakeOver: New Orleans, Dunne e Strong parteciparono ad un Triple Threat Tag Team match sia per l'NXT Tag Team Championship che per il Dusty Rhodes Tag Team Classic Trophy che includeva anche l'Undisputed Era e gli Authors of Pain ma il match venne vinto dai campioni, l'Undisputed Era, a causa del turn heel effettuato da Strong proprio su Dunne. Nella puntata di NXT del 13 giugno Dunne mantenen il titolo del Regno Unito contro Kyle O'Reilly. Il 19 giugno, durante l'evento NXT U.K. Championship, Dunne sconfisse Zack Gibson mantennero la cintura. Nella puntata di NXT del 19 settembre Dunne affrontò Ricochet in un match in cui erano in palio sia il WWE United Kingdom Championship che l'NXT North American Championship di Ricochet ma il match terminò in no contest. Il 17 novembre, a NXT TakeOver: WarGames, Dunne, Ricochet e i War Raiders sconfissero l'Undisputed Era in un WarGames match. Il 12 gennaio, a NXT UK TakeOver: Blackpool, Dunne mantenne il titolo contro Joe Coffey. Il 27 gennaio, alla Royal Rumble, Dunne partecipò all'omonimo match entrando col numero 18 ma venne eliminato da Drew McIntyre. Il 5 aprile, a NXT TakeOver: New York, Dunne perse il titolo contro Walter dopo un lungo regno durato 685 giorni. Nella puntata di NXT UK del 22 maggio Dunne affrontò Walter nel rematch per il WWE United Kingdom Championship ma venne sconfitto.

#### NXT(2019–2022)
Nella puntata di NXT del 24 luglio 2019 Dunne interruppe la discussione fra l'NXT North American Championship Velveteen Dream e Roderick Strong, attaccando quest'ultimo e lanciando sguardi di sfida al campione. Il 10 agosto, a NXT TakeOver: Toronto, Dunne partecipò ad un Triple Threat match per l'NXT North American Championship che comprendeva anche il campione Velveteen Dream e Roderick Strong ma il match venne vinto da Dream. Il 23 novembre, a NXT TakeOver: WarGames, Dunne vinse un Triple Threat match che comprendeva anche Damian Priest e Killian Dain, diventando il contendente nº1 all'NXT Championship di Adam Cole per Survivor Series. Il giorno dopo, a Survivor Series, Dunne affrontò Cole per l'NXT Championship ma venne sconfitto. Nella puntata di NXT del 15 gennaio 2020 Dunne fece coppia con Matt Riddle (noti come i BroserWeights) e i due, nei quarti di finale del Dusty Rhodes Tag Team Classic sconfissero Flash Morgan Webster e Mark Andrews nei quarti di finale. Nella puntata di NXT del 22 gennaio i BroserWeights sconfissero l'Imperium (Fabian Aichner e Marcel Barthel) nella semifinale del torneo. Nella puntata di NXT del 29 gennaio i BroserWeights sconfissero i Grizzled Young Veterans nella finale del Dusty Rhodes Tag Team Classic, vincendo il torneo. Il 16 febbraio, a NXT TakeOver: Portland, i BroserWeights sconfissero l'Undisputed Era (Bobby Fish e Kyle O'Reilly) conquistando così l'NXT Tag Team Championship per la prima volta. Nella puntata di NXT dell'11 marzo i BroserWeights difesero con successo i titoli contro Fish e O'Reilly. Pur rimanendo comunque detentore del titolo di coppia di NXT con Riddle, però, Dunne rimase indisponibile a spostarsi dal Regno Unito agli Stati Uniti a causa della pandemia di COVID-19, e per questo il suo posto venne preso da Timothy Thatcher (sebbene questi non venne riconosciuto come campione dalla WWE). Nella puntata di NXT del 13 maggio Riddle e Thatcher persero i titoli contro l'Imperium dopo 87 giorni di regno, interrompendo di conseguenza il continuum del regno di Dunne con Riddle. Successivamente, poi, Riddle passò al roster di SmackDown, segnando di fatto la fine della collaborazione dei BroserWeights. In seguito, Dunne tornò brevemente a NXT UK, inserendosi nella faida tra l'NXT United Kingdom Champion Walter e Il'ja Dragunov. Nella puntata speciale NXT Halloween Havoc del 28 ottobre Dunne si unì a Pat McAfee, Danny Burch e Oney Lorcan attaccando brutalmente Kyle O'Reilly. Nella puntata di NXT del 25 novembre sconfisse O'Reilly in un Ladder match con in palio la possibilità di far entrare il suo team per primo nel WarGames match. Il 6 dicembre, a NXT TakeOver: WarGames, Dunne, McAfee, Burch e Lorcan vennero sconfitti dall'Undisputed Era in un WarGames match. Nella puntata di NXT del 16 dicembre venne sconfitto da O'Reilly in un match per determinare il contendente n°1 all'NXT Championship. Il 14 febbraio, a NXT TakeOver: Vengeance Day, affrontò Finn Bálor per l'NXT Championship venendo sconfitto. Il 7 aprile, nella prima serata di NXT TakeOver: Stand & Deliver, sconfisse Kushida. Il 13 giugno, a NXT TakeOver: In Your House, partecipò ad un Fatal 5-Way match per l'NXT Championship che comprendeva anche il campione Karrion Kross, Adam Cole, Johnny Gargano e Kyle O'Reilly ma il match venne vinto da Kross. Nella puntata speciale NXT 2.0 del 14 settembre partecipò ad Fatal 4-Way match per la riassegnazione dell'NXT Championship che comprendeva anche LA Knight, Tommaso Ciampa e Von Wagner ma il match venne vinto da Ciampa. Il 24 novembre, ad NXT 2.0, Dunne prese parte ad un Triple Threat match valevole per l'NXT North American Championship insieme al campione Carmelo Hayes e Johnny Gargano ma, a causa dell'intervento di Tony D'Angelo, il match venne vinto da Hayes. Il 5 dicembre, a NXT WarGames, Dunne, Johnny Gargano, LA Knight e Tommaso Ciampa persero contro il Team 2.0 (Bron Breakker, Carmelo Hayes, Grayson Waller e Tony D'Angelo) in un WarGames match. Successivamente, Dunne ebbe una breve faida con Tony D'Angelo, dalla quale però, dopo aver perso un Crowbar On a Pole match l'11 gennaio ad NXT 2.0, ne uscì vincitore il 15 febbraio nella puntata speciale NXT Vengeance Day quando Dunne prevalse su D'Angelo in un Weaponized Steel Cage match. Nella puntata di NXT 2.0 del 1º marzo affrontò Carmelo Hayes per l'NXT North American Championship ma venne sconfitto.

#### Brawling Brutes (2022–2023)
Nella puntata di SmackDown dell'11 marzo debuttò nello show con il ring name "Butch" comparendo nel backstage assieme a Ridge Holland e Sheamus (da lì in poi i tre divennero noti come i Brawling Brutes) e in seguito aiutò questi due a trionfare sul New Day (Big E e Kofi Kingston) più avanti nella serata. fece il suo debutto sul ring nel main roster venendo sconfitto da Xavier Woods l'8 aprile a SmackDown. Successivamente, dopo essere sparito dalle scene, tornò nella puntata di SmackDown del 6 maggio aiutando di nuovo Sheamus e Holland interferendo nel Tables match contro Kingston e Woods, favorendo la sconfitta di questi ultimi. Nella puntata di SmackDown del 16 settembre Butch e Holland vinsero un Fatal 4-Way Tag Team match che comprendeva anche l'Hit Row, l'Imperium (Giovanni Vinci e Ludwig Kaiser) e il New Day, diventando gli sfidanti all'Undisputed WWE Tag Team Championship degli Usos. Nella successiva puntata di SmackDown del 23 settembre Butch e Holland affrontarono appunto gli Usos per i titoli unificati di coppia ma, a causa della distrazione dell'Imperium, vennero sconfitti. Nella puntata di NXT del 4 ottobre Butch e Holland apparvero nello show per affrontare i Pretty Deadly per l'NXT Tag Team Championship ma, a causa dell'intervento di Kaiser e Vinci dell'Imperium, vennero sconfitti. L'8 ottobre, ad Extreme Rules, i Brawling Brutes prevalsero sull'Imperium in un Good Old Fashioned Six-man Donnybrook match. Il 5 novembre, a Crown Jewel, i Brawling Brutes vennero sconfitti nuovamente dagli Usos, fallendo nell'assalto ai titoli unificati di coppia.
Il 18 novembre, a SmackDown, prevalse su Sami Zayn nei quarti di finale del torneo per la SmackDown World Cup (con in palio un'opportunità titolata all'Intercontinental Championship di Gunther). La settimana dopo, tuttavia, venne sconfitto da Santos Escobar nella semifinale, venendo eliminato. Il 26 novembre, a Survivor Series WarGames, i Brawling Brutes, Drew McIntyre e Kevin Owens vennero sconfitti da Roman Reigns, Sami Zayn, Solo Sikoa e gli Usos in un wargames match. Nella puntata di SmackDown del 9 dicembre Butch e Sheamus affrontarono gli Usos per l'Undisputed WWE Tag Team Championship ma vennero sconfitti. Nella puntata di SmackDown del 20 gennaio Butch e Holland vennero sconfitti da Giovanni Vinci e Ludwig Kaiser dell'Imperium nel primo turno del torneo per determinare gli sfidanti allo SmackDown Tag Team Championship degli Usos. Nella puntata di SmackDown del 31 marzo partecipò all'annuale André the Giant Memorial Battle Royal ma venne eliminato da Bronson Reed.
Il 9 giugno, a SmackDown, prevalse su Baron Corbin riuscendo a qualificarsi per il Money in the Bank Ladder match, ma all'evento svoltosi il 1º luglio il match (a cui presero parte anche LA Knight, Logan Paul, Ricochet, Santos Escobar e Shinsuke Nakamura) venne vinto da Damian Priest. Il 14 luglio, a SmackDown, partecipò ad un fatal 4-way match insieme ad AJ Styles, Grayson Waller e Santos Escobar per potersi inserire in un match per determinare lo sfidante di Austin Theory per lo United States Championship ma a vincere fu Escobar. La settimana dopo, a SmackDown, affrontò Dominik Mysterio per l'NXT North American Championship ma venne sconfitto a causa dell'interferenza di Rhea Ripley. Nella puntata di NXT del 29 agosto prese parte all'NXT Global Heritage Invitational sconfiggendo Charlie Dempsey nel primo turno e pareggiando con Axiom nel secondo, svoltosi il 5 settembre, e Tyler Bate nel terzo del 19 settembre, qualificandosi per la finale. Il 26 settembre ad NXT, nella finale, prevalse su Joe Coffey vincendo l'NXT Global Heritage Invitational e ottenendo l'opportunità di sfidare Noam Dar per l'NXT Heritage Cup. Il 30 settembre, a NXT No Mercy, venne tuttavia sconfitto da Noam Dar in un british rounds rules match per 2-1, a causa dell'interferenza di Joe Coffey, non riuscendo a vincere il trofeo. Nella puntata di NXT del 17 ottobre Butch e Ridge Holland parteciparono ad una battle royal per determinare i nuovi sfidanti all'NXT Tag Team Championship di Tony D'Angelo e Channing "Stacks" Lorenzo ma vennero eliminati dagli OTM (Bronco Nima e Lucien Price). Il 22 dicembre, a SmackDown, affrontò Dragon Lee per l'NXT North American Championship venendo però sconfitto.

#### Reunion con Tyler Bate (2024-presente)
Nella puntata di SmackDown del 19 gennaio tornò ad utilizzare il ring name "Pete Dunne" sconfiggendo i Pretty Deadly insieme a Tyler Bate (che aveva da poco debuttato nello show blu). Nella puntata di SmackDown del 2 febbraio Dunne e Bate vinsero un fatal four-way tag team match contro Angel e Berto, Cruz Del Toro e Joaquin Wilde e i Pretty Deadly diventando i nuovi sfidanti all'Undisputed WWE Tag Team Championship. Il 9 febbraio, a SmackDown, Dunne e Bate sconfissero i #DIY guadagnando la possibilità di sfidare Finn Bálor e Damian Priest per l'Undisputed WWE Tag Team Championship. Il 24 febbraio, ad Elimination Chamber: Perth, Dunne e Bate (noti come New Catch Republic) vennero tuttavia sconfitti, non riuscendo a conquistare i titoli. Nella puntata di SmackDown del 15 marzo i New Catch Republic sconfissero i Pretty Deadly ottenendo un posto per il match di qualificazione per il ladder match per l'Undisputed WWE Tag Team Championship a WrestleMania XL, ma non sono riusciti a vincere nessuno dei titoli di coppia.
Nel Draft, il New Catch Republic sono stati spostati a Raw. Nel luglio, Bate subisce un infortunio, per questo Pete Dunne torna a competere in singolo. Nella puntata di Raw del 15 luglio ha iniziato una rivalità on il suo ex compagno Sheamus. Nello stesso periodo, nel brand NXT, era entrato in faida con Trick Williams, conclusa con la sconfitta di Dunne in un last man standing nella puntata del 10 settembre di NXT.

## Vita privata
Dunne è vegano per motivi etici.
Dunne, Mark Andrews e Eddie Dennis sono co-fondatori di Defend Indy Wrestling, una linea di abbigliamento progettata specificamente per gli appassionati di wrestling indipendenti. Ispirato al messaggio "DEFEND Pop Punk" propagato dalla band americana Man Overboard, il trio ha creato il marchio nel 2011, producendo magliette, felpe e altri accessori.

## Personaggio

### Mosse finali
- Bitter End (WWE) / Drop Dead (Circuito indipendente) (Pumphandle reverse STO)
- Better End (Pumphandle kneeling reverse piledriver)
- Pedigree (Circuito indipendente) (Double underhook facebuster)
- Tiger suplex

### Soprannomi
- "The Baddest Man on NXT"
- "The Bruiserweight"
- "Dynamite"
- "YxB - Young and Bitter"
- "Perfect"
- "Pop Punk"
- "The Rabid"

## Titoli e riconoscimenti
- 4 Front Wrestling

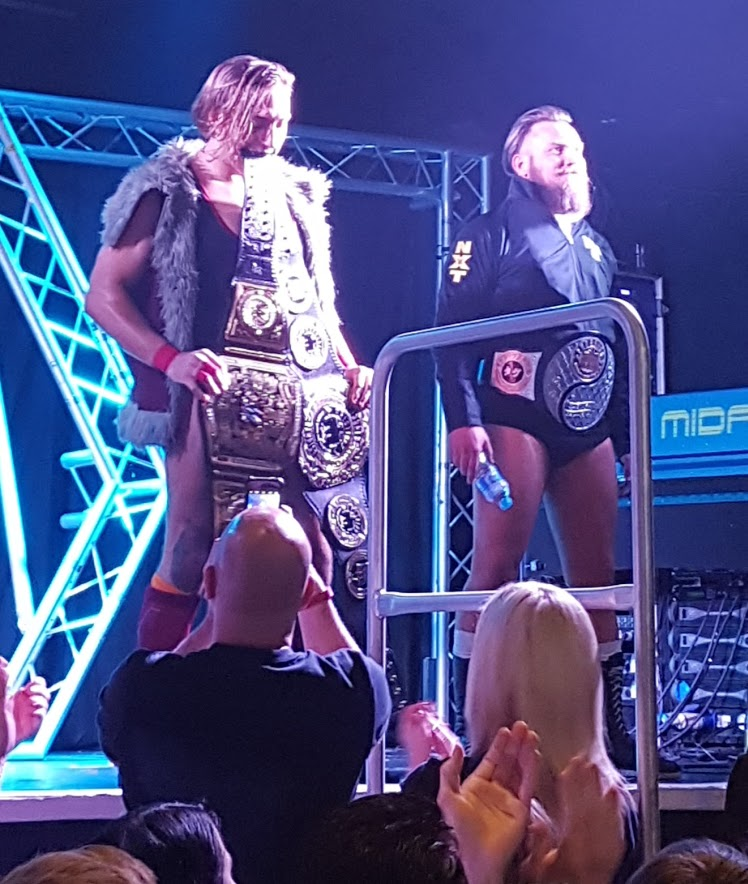
Pete Dunne (a sinistra) con il WWE United Kingdom Championship e il Progress World Championship insieme a Trent Seven (a destra)

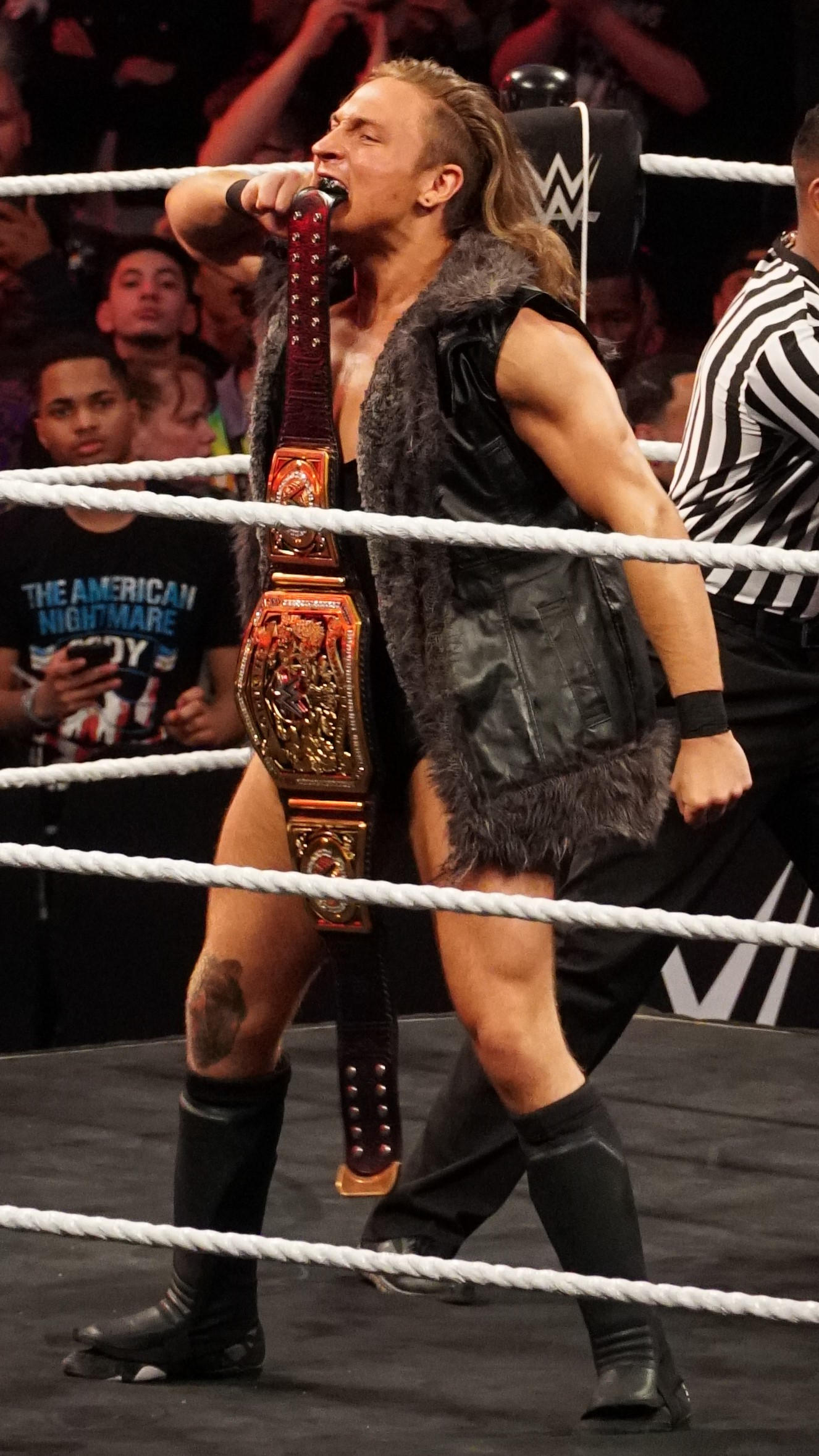
Pete Dunne con il WWE United Kingdom Championship, titolo che ha detenuto una volta con 685 giorni di regno

  - 4FW Junior Heavyweight Championship (1)
- Alternative Wrestling World
  - AWW British Tag Team Championship (1) – con Damian Dunne
- Attack! Pro Wrestling
  - Attack! 24:7 Championship (6)
  - Elder Stein Invitational (2012)
- Chikara
  - King of Trios (2017) – con Trent Seven e Tyler Bate
- Destiny World Wrestling
  - DWW Championship (1)
- Dublin Championship Wrestling
  - DCW Tag Team Championship (1) – con Damian Dunne
- Fight Club: Pro
  - Fight Club: Pro Championship (1)
  - Infinity Trophy (2015)
- FutureShock Wrestling
  - FSW Adrenaline Championship (1)
- Kamikaze Pro
  - Relentless Division Championship (1)
- No Limits Wrestling
  - NLW Heavyweight Championship (1)
- Over the Top Wrestling
  - OTT No Limits Championship (2)
  - OTT Tag Team Championship (1) – con Trent Seven e Tyler Bate
- Pro Wrestling Illustrated
  - 29º tra i 500 migliori wrestler singoli secondo PWI 500 (2017)
- Pro Wrestling Kingdom
  - Pro Wrestling Kingdom Championship (1)
- Pro Wrestling Revolver
  - PWR Tag Team Championship (1) – con Millie McKenzie
- Progress Wrestling
  - Progress Tag Team Championship (1) – con Trent Seven
  - Progress World Championship (1)
- Revolution Pro Wrestling
  - RPW British Cruiserweight Championship (1)
  - British Cruiserweight Title Tournament (2016)
- Southside Wrestling Entertainment
  - Young Tigers Cup (2015)
- VII Pro Wrestling
  - VII Pro Championship (1)
  - VII Trifecta Trophy Tournament – con CJ Banks e Dan Moloney
- westside Xtreme wrestling
  - wXw Shotgun Championship (1)
- WWE
  - NXT Tag Team Championship (1) – con Matt Riddle
  - WWE United Kingdom Championship (1)
  - Dusty Rhodes Tag Team Classic (edizione 2020) – con Matt Riddle
  - NXT Year-End Award (1)
    - Match of the Year (edizione 2017) - vs. Tyler Bate il 20 maggio a NXT TakeOver: Chicago